# گالینا ساموخینا
گالینا میخائیلوونا ساموخینا (روسی: Самохина, Галина Михайловна؛ ۵ ژوئیه ۱۹۳۴ – ۹ فوریه ۲۰۱۴) بازیگر تلویزیون و سینما اهل روسیه بود.
از فیلم‌ها یا مجموعه‌های تلویزیونی که وی در آن‌ها نقش داشته است می‌توان به ابله اشاره نمود.